# Rudolf Steinmetz (Theologe, 1863)
Rudolf Steinmetz (* 29. November 1863 in Celle; † 28. Februar 1940 in Hannover) war ein evangelisch-lutherischer Theologe und Pastor.

## Leben
Rudolf Steinmetz wurde als Sohn des Pastors Hermann Steinmetz geboren. Er studierte von 1882 bis 1885 Theologie in Leipzig, Erlangen und Göttingen. Nach seinem Studium wurde er 1887 zunächst Rektor in Dorum. 1889 wurde er Pfarrer an der Marienkirche in Neuenkirchen. Anschließend war er ab 1906 Superintendent von Dransfeld und wechselte 1911 in eben dieses Amt nach Hannoversch Münden. 1925 wurde Steinmetz als Nachfolger von August Marahrens Generalsuperintendent der Generaldiözese Stade. Nach der Machtübernahme der Nationalsozialisten 1933 trat er von diesem Amt zurück und arbeitete bis zu seinem Tod vor allem an historischen Studien über die Generalsuperintendenten des Königreichs Hannover.

## Schriften (Auswahl)
- Die zweite römische Gefangenschaft des Apostels Paulus: Eine kirchenhistorische und neu-testamentliche Untersuchung, Leipzig 1897.
- Die Generalsuperintendenten in den Herzogtümern Bremen-Verden. In: Zeitschrift der Gesellschaft für niedersächsische Kirchengeschichte 10, 1905
- Die Generalsuperintendenten von Calenberg. In: Zeitschrift der Gesellschaft für niedersächsische Kirchengeschichte 13, 1908
- Textkritische Untersuchung zu Röm 1,7. In: Zeitschrift für die neutestamentliche Wissenschaft und die Kunde des Urchristentums 9, 1908.
- Die Generalsuperintendenten von Hoya-Diepholz. In: Zeitschrift der Gesellschaft für niedersächsische Kirchengeschichte 16, 1911
- Das Gewissen bei Paulus (Biblische Zeit- und Streitfragen. VI. Serie. 8. Heft.), Berlin 1911.
- Das Aposteldekret (Biblische Zeit- und Streitfragen. VII. Serie. 5. Heft), Berlin 1911.
- Die Generalsuperintendenten von Lüneburg-Celle. In: Zeitschrift der Gesellschaft für niedersächsische Kirchengeschichte 20, 1915
- Die Generalsuperintendenten von Göttingen. In: Zeitschrift der Gesellschaft für niedersächsische Kirchengeschichte, 1934/1935
- Die Generalsuperintendenten von Grubenhagen und auf dem Harz. In: Zeitschrift der Gesellschaft für niedersächsische Kirchengeschichte 41, 1936
- Die Generalsuperintendenten von Hildesheim. In: Zeitschrift der Gesellschaft für niedersächsische Kirchengeschichte, 1939
- Die Generalsuperintendenten von Bockenem. In: Jahrbuch der Gesellschaft für niedersächsische Kirchengeschichte, 1939